# Ciclismo nos Jogos Pan-Americanos de 2007 - Velocidade individual masculino
A prova de velocidade individual masculino foi um dos eventos do ciclismo de pista nos Jogos Pan-Americanos de 2007, no Rio de Janeiro. Foi disputada no Velódromo da Barra entre os dias 16 e 18 de julho com 16 ciclistas de 10 países. A velocidade individual consiste de 3,5 voltas em torno da pista.

## Medalhistas
| Ouro   | CUB Julio César Herrera |
| Prata  | USA Ben Barczewski      |
| Bronze | USA Andy Lakatosh       |

## Recordes
Recordes mundial e pan-americano antes da disputa dos Jogos Pan-Americanos de 2007.
| Tipo                             | Atleta          | Tempo    | Local    | Data                   |
| -------------------------------- | --------------- | -------- | -------- | ---------------------- |
|                                  | Theo Bos        | 9,772 s  | Moscou   | 16 de dezembro de 2005 |
| Recorde dos Jogos Pan-Americanos | Marty Nothstein | 10,304 s | Winnipeg | 28 de julho de 1999    |

## Resultados

### Classificatória
| Pos. | Ciclista            | CON                | Tempo    | Velocidade  | Qual. |
| ---- | ------------------- | ------------------ | -------- | ----------- | ----- |
| 1    | Julio César Herrera | CUB Cuba           | 10.772 s | 66.839 km/h | Q     |
| 2    | Hernán Sánchez      | COL Colômbia       | 10.966 s | 65.657 km/h | Q     |
| 3    | Hersony Canelón     | VEN Venezuela      | 11.019 s | 65.341 km/h | Q     |
| 4    | Andy Lakatosh       | USA Estados Unidos | 11.040 s | 65.217 km/h | Q     |
| 5    | Alexander Cornieles | VEN Venezuela      | 11.060 s | 65.099 km/h | Q     |
| 6    | Cam Mackinnon       | CAN Canadá         | 11.106 s | 64.829 km/h | Q     |
| 7    | Leandro Botasso     | ARG Argentina      | 11.132 s | 64.678 km/h | Q     |
| 8    | Sergio Guatto       | ARG Argentina      | 11.154 s | 64.550 km/h | Q     |
| 9    | Yusnier Álvarez     | CUB Cuba           | 11.241 s | 64.051 km/h | Q     |
| 10   | Ben Barczewski      | USA Estados Unidos | 11.250 s | 64.000 km/h | Q     |
| 11   | Ricardo Lynch       | JAM Jamaica        | 11.298 s | 63.728 km/h | Q     |
| 12   | Leonardo Narváez    | COL Colômbia       | 11.377 s | 63.285 km/h | Q     |
| 13   | Marcos Alcântara    | BRA Brasil         | 11.456 s | 62.849 km/h |       |
| 14   | Fernando Firmino    | BRA Brasil         | 11.632 s | 61.898 km/h |       |
| 15   | Arturo Corvalan     | CHI Chile          | 11.793 s | 61.053 km/h |       |
| 16   | Richard Rodríguez   | CHI Chile          | 12.363 s | 58.238 km/h |       |

### Oitavas de final
As oitavas de final consistiram de três voltas sobre a pista. Os vencedores de cada bateria avançaram as quartas-de-final.
| Série 1 | 11.454 s | 62.860 km/h |     |                     |                    |
| Série 1 | 11.454 s | 62.860 km/h | 1   | Julio César Herrera | CUB Cuba           |
| Série 1 | 11.454 s | 62.860 km/h | 2   | Leonardo Narváez    | COL Colômbia       |
| Série 2 | 12.306 s | 58.508 km/h |     |                     |                    |
| Série 2 | 12.306 s | 58.508 km/h | 1   | Hernán Sánchez      | COL Colômbia       |
| Série 2 | 12.306 s | 58.508 km/h | 2   | Ricardo Lynch       | JAM Jamaica        |
| Série 3 | 11.045 s | 65.187 km/h |     |                     |                    |
| Série 3 | 11.045 s | 65.187 km/h | 1   | Ben Barczewski      | USA Estados Unidos |
| Série 3 | 11.045 s | 65.187 km/h | DSQ | Hersony Canelón     | VEN Venezuela      |
| Série 4 | 11.524 s | 62.478 km/h |     |                     |                    |
| Série 4 | 11.524 s | 62.478 km/h | 1   | Andy Lakatosh       | USA Estados Unidos |
| Série 4 | 11.524 s | 62.478 km/h | 2   | Yusnier Álvarez     | CUB Cuba           |
| Série 5 | 11.172 s | 64.446 km/h |     |                     |                    |
| Série 5 | 11.172 s | 64.446 km/h | 1   | Alexander Cornieles | VEN Venezuela      |
| Série 5 | 11.172 s | 64.446 km/h | 2   | Sergio Guatto       | ARG Argentina      |
| Série 6 | 11.216 s | 64.194 km/h |     |                     |                    |
| Série 6 | 11.216 s | 64.194 km/h | 1   | Cam Mackinnon       | CAN Canadá         |
| Série 6 | 11.216 s | 64.194 km/h | 2   | Leandro Botasso     | ARG Argentina      |

### Repescagem
Os seis ciclistas derrotados nas oitavas-de-final competiram na repescagem divididos em duas baterias de três ciclistas cada. Os vencedores de cada bateria avançaram as quartas-de-final. 
| Série 1 | 11.728 s | 61.391 km/h |   |                  |               |
| Série 1 | 11.728 s | 61.391 km/h | 1 | Leandro Botasso  | ARG Argentina |
| Série 1 | 11.728 s | 61.391 km/h | 2 | Leonardo Narváez | COL Colômbia  |
| Série 1 | 11.728 s | 61.391 km/h | 3 | Yusnier Álvarez  | CUB Cuba      |
| Série 2 | 11.299 s | 63.722 km/h |   |                  |               |
| Série 2 | 11.299 s | 63.722 km/h | 1 | Hersony Canelón  | VEN Venezuela |
| Série 2 | 11.299 s | 63.722 km/h | 2 | Ricardo Lynch    | JAM Jamaica   |
| Série 2 | 11.299 s | 63.722 km/h | 3 | Sergio Guatto    | ARG Argentina |

### Quartas de final
Os oito ciclistas classificados foram divididos em quatro chaves de dois ciclistas cada. A fase consiste de duas corridas sobre a pista, havendo uma terceira em caso de empate. Os vencedores avançaram as semifinais e os perdedores para a disputa de 5º a 8º lugar.
| Bateria | Pos.                | Ciclista           | Ciclista | Corrida 1 | Corrida 2 | Corrida 3 |
| ------- | ------------------- | ------------------ | -------- | --------- | --------- | --------- |
| QF 1    |                     |                    |          |           |           |           |
| 1       | Julio César Herrera | CUB Cuba           | 11.480 s |           | 11.379 s  |           |
| 2       | Hersony Canelón     | VEN Venezuela      |          | 11.153 s  |           |           |
| QF 2    |                     |                    |          |           |           |           |
| 1       | Hernán Sánchez      | COL Colômbia       | 11.950 s | 11.190 s  |           |           |
| 2       | Leandro Botasso     | ARG Argentina      |          |           |           |           |
| QF 3    |                     |                    |          |           |           |           |
| 1       | Ben Barczewski      | USA Estados Unidos | 11.284 s | 11.143 s  |           |           |
| 2       | Cam Mackinnon       | CAN Canadá         |          |           |           |           |
| QF 4    |                     |                    |          |           |           |           |
| 1       | Andy Lakatosh       | USA Estados Unidos | 11.510 s | 11.417 s  |           |           |
| 2       | Alexander Cornieles | VEN Venezuela      |          |           |           |           |

### Classificação 5º-8º lugar
A classificação de 5º a 8º lugar consistiu de uma volta simples sobre a pista com os quatro perdedores das quartas de final. O vencedor terminou a competição no quinto lugar e os outos três seguindo a ordem.
| Pos. | Ciclista            | Ciclista      | Tempo    | Velocidade  |
| ---- | ------------------- | ------------- | -------- | ----------- |
| 5    | Leandro Botasso     | ARG Argentina | 11.270 s | 63.886 km/h |
| 6    | Hersony Canelón     | VEN Venezuela |          |             |
| 7    | Cam Mackinnon       | CAN Canadá    |          |             |
| 8    | Alexander Cornieles | VEN Venezuela | DNS      | DNS         |

### Semifinal
Os quatro ciclistas classificados foram divididos em duas chaves de dois ciclistas cada. A fase consistiu de duas corridas sobre a pista, havendo uma terceira em caso de empate. Os vencedores avançaram a final e os perdedores para a disputa pelo bronze.
| Bateria | Pos.                | Ciclista           | Ciclista | Corrida 1 | Corrida 2 | Corrida 3 |
| ------- | ------------------- | ------------------ | -------- | --------- | --------- | --------- |
| SF 1    |                     |                    |          |           |           |           |
| 1       | Julio César Herrera | CUB Cuba           |          | 11.589 s  | 11.706 s  |           |
| DSQ     | Andy Lakatosh       | USA Estados Unidos | 11.404 s |           |           |           |
| SF 2    |                     |                    |          |           |           |           |
| 1       | Ben Barczewski      | USA Estados Unidos | 11.661 s | 11.459 s  |           |           |
| 2       | Hernán Sánchez      | COL Colômbia       |          |           |           |           |

### Disputa pelo bronze
A disputa pela medalha de bronze consistiu de uma melhor-de-três corridas. Andy Lakatosh venceu a primeira corrida e contou com o abandono do rival na segunda para garantir a medalha.
| Pos. | Ciclista       | Ciclista     | Corrida 1 | Corrida 2 |
| ---- | -------------- | ------------ | --------- | --------- |
| 3    | Andy Lakatosh  | CAN Canadá   | 11.469 s  | 11.542 s  |
| 4    | Hernán Sánchez | COL Colômbia |           | DNF       |

### Final
A final foi decidida em uma melhor-de-três corridas. Julio César Herrera venceu as duas primeiras e sagrou-se campeão pan-americano sem a necessidade de uma terceira corrida.
| Pos. | Ciclista            | Ciclista           | Corrida 1 | Corrida 2 |
| ---- | ------------------- | ------------------ | --------- | --------- |
| 1    | Julio César Herrera | CUB Cuba           | 11.303 s  | 11.080 s  |
| 2    | Ben Barczewski      | USA Estados Unidos |           |           |

## Classificação final
| Pos.              | Ciclista            | CON                |
| ----------------- | ------------------- | ------------------ |
| Medalha de ouro   | Julio César Herrera | CUB Cuba           |
| Medalha de prata  | Ben Barczewski      | USA Estados Unidos |
| Medalha de bronze | Andy Lakatosh       | USA Estados Unidos |
| 4                 | Hernán Sánchez      | COL Colômbia       |
| 5                 | Leandro Botasso     | ARG Argentina      |
| 6                 | Hersony Canelón     | VEN Venezuela      |
| 7                 | Cam Mackinnon       | CAN Canadá         |
| 8                 | Alexander Cornieles | VEN Venezuela      |
| 9                 | Sergio Guatto       | ARG Argentina      |
| 10                | Yusnier Álvarez     | CUB Cuba           |
| 11                | Ricardo Lynch       | JAM Jamaica        |
| 12                | Leonardo Narváez    | COL Colômbia       |
| 13                | Marcos Alcântara    | BRA Brasil         |
| 14                | Fernando Firmino    | BRA Brasil         |
| 15                | Arturo Corvalan     | CHI Chile          |
| 16                | Richard Rodríguez   | CHI Chile          |